# 冨永家住宅
冨永家住宅（とみながけじゅうたく）は兵庫県神戸市東灘区の深江文化村とよばれる地区にある歴史的建造物。
1920年代に建てられた西洋館で、ツーバイフォー工法の住宅である。現在も住居として使用されているが、主屋と付属屋が国の登録有形文化財に登録されている。 

## 建築概要
- 竣工 -  1920年代
- 構造
  - 主屋 -  木造、ツーバイフォー工法、地上2階、瓦葺
  - 附属屋 -  木造、ツーバイフォー工法、平屋建、瓦葺
- 所在地 -  〒658-0022 兵庫県神戸市東灘区深江南町1-3-9